# Jongdungpho-ku cshong állomás
Jongdungpho-ku cshong (Yeongdeungpo-gu cheong) állomás a szöuli metró 2-es és 5-ös vonalának állomása Jongdungpho-ku (Yeongdeungpo-gu) kerületben.

## Viszonylatok
| 2-es vonal                                     | 2-es vonal | 2-es vonal                                                                             |
| ---------------------------------------------- | ---------- | -------------------------------------------------------------------------------------- |
| Mulle (Mullae) (külső oldal) Városháza felé    | fő vonal   | Tangszan (Dangsan) (belső oldal) Cshungdzsongno (Chungjeongno) felé                    |
| 5-ös vonal                                     |            |                                                                                        |
| Jangphjong (Yangpyeong) Panghva (Banghwa) felé | fő vonal   | Jongdungpho (Yeongdeungpo) piac Szangil-tong (Sangil-dong) vagy Macshon (Macheon) felé |